# Sam Jaun
Sam Jaun (* 30. September 1935 in Wyssachen/Emmental; † 9. Februar 2018 in Bern) war ein Schweizer Krimiautor. 

## Leben
Jaun studierte Germanistik und Altphilologie und war anschliessend als Lehrer und Kulturbeauftragter der Stadt Bern tätig. Von 1977 an arbeitete er als freier Schriftsteller und Übersetzer. Nach mehreren Auslandsaufenthalten in Portugal, Frankreich und den USA lebte er bis zu seinem Tod in Bern und Berlin. Jaun veröffentlichte Theaterstücke, Romane und Hörspiele, bevor er sich Ende der 1970er Jahre der Kriminalliteratur zuwandte.

## Auszeichnungen
- 1987: Friedrich-Glauser-Preis der «Autorengruppe deutschsprachige Kriminalliteratur» – Das Syndikat für Die Brandnacht
- 2001: Deutscher Krimipreis für Fliegender Sommer

## Werke
- Texte aus der Provinz. Vorwort von Jörg Steiner. Zytglogge, Bern 1971
- mit Peter J. Betts: Ach Auerbach. Spieltext für 1 Mimen, 1 Sängerin, 1 Schauspieler und verschiedene Stimmen. Zytglogge, Bern 1972, ISBN 3-7296-0017-6
- Die weißen Zähne der Gemeinde. Texte 1961–1971. Zytglogge, Bern 1973, ISBN 3-7296-0026-5
- Die Wirklichkeit des Chefbeamten. Erzählungen. Zytglogge, Bern 1977, ISBN 3-7296-0066-4
- Der Weg zum Glasbrunnen. Kriminalroman. Heyne, München 1983, ISBN 3-453-10640-7
- Die Brandnacht. Roman. Benziger, Zürich 1986; Lenos, Basel 2019, ISBN 978-3-85787-807-7 (verfilmt 1992 als Brandnacht)
- Der Feierabendzeichner. Roman. Ammann, Zürich 1992, ISBN 3-250-10167-2
- Fliegender Sommer. Kriminalroman. Cosmos, Muri bei Bern 2000, ISBN 3-305-00395-2
- Die Zeit hat kein Rad. Kriminalroman. Cosmos, Muri bei Bern 2004, ISBN 3-305-00396-0
- Tagpfauenauge. Kriminalgeschichten. Cosmos, Muri bei Bern 2005, ISBN 3-305-00397-9

## Belege
1. ↑  Krimiautor Sam Jaun ist in Bern gestorben, abgerufen am 15. Februar 2018
2. ↑  Sam Jaun. In: Kürschners Deutscher Literatur-Kalender 2016/2017. Band II: P-Z. Walter De Gruyter, 2016, ISBN 978-3-11-045397-3, S. 456.

| Personendaten    | Personendaten            |
| ---------------- | ------------------------ |
| NAME             | Jaun, Sam                |
| KURZBESCHREIBUNG | Schweizer Schriftsteller |
| GEBURTSDATUM     | 30. September 1935       |
| GEBURTSORT       | Wyssachen                |
| STERBEDATUM      | 9. Februar 2018          |
| STERBEORT        | Bern                     |